# Павел Дмитријенко
Павел Игнатијевич Дмитријенко (рус. Павел Игнатьевич Дмитриенко; Дњепропетровск, 1920 — Украјинска ССР, јануар 1951), совјетски пилот и народни херој Југославије.

## Биографија
Рођен је 1920. године у Дњепропетровску. После завршетка Средње школе, уписао се у авијатичарску школу. Године 1942. је у својству навигатора, упућен у даљинску бомбардерску авијацију, у којој је служио до завршетка рата, учествујући у бомбардовању непријатељских војних објеката.
Године 1944, авијатичарски пук у којем је служио обављао је задатке у давању помоћи Народноослободилачкој војсци Југославије. Посада, коју су сачињавали П. Д. Петров, командант авиона, Павел Дмитријенко, навигатор, А. Шчербаков, други пилот, В. Виноградов, радио-телеграфист и А. Лекомчев, стрелац, била је једна од најбољих у пуку. С обзиром на то да су авиони летели ноћу, над непознатом територијем и без радио-навигационих уређаја за проналажење места на које је требало спуштати товар за НОВЈ, разрађен је специјални систем лета с вођом. Први је, као вођа, полетао авион с једном од најискуснијих посада, који је налазио циљ, избацивао товар и кружио над њим, дајући истовремено уговорене радио-сигнале. Остали авиони оријентисали су се према овим сигналима као према радио-светионику, и тачно погађали циљ. Посада П. Петрова, у којој је као навигатор био Павел Дмитријенко, по правилу је обављала извидачке летове и преузимала улогу вође. Навигатор Дмитријенко увек је доводио авион тачно на циљ.
Председништво Антифашистичког већа народног ослободења Југославије одликовало га је, 21. јуна 1945. године, Орденом народног хероја Југославије.
После завршетка рата, Павел Дмитријенко наставио је да служи у авијацији. Умро је јануара 1951. године.